# Blicourt
Blicourt – miejscowość i gmina we Francji, w regionie Hauts-de-France, w departamencie Oise.
Według danych na rok 1990 gminę zamieszkiwało 271 osób, a gęstość zaludnienia wynosiła 19 osób/km² (wśród 2293 gmin Pikardii Blicourt plasuje się na 728. miejscu pod względem liczby ludności, natomiast pod względem powierzchni na miejscu 222.).